# Plantago afra
Plantago afra — вид рослин родини подорожникові (Plantaginaceae).

## Опис
Однорічна трава (1)3–35(65) см, прямовисна, рідко стелеться. Стебла до 45 см, прямі, розгалужені іноді від основи, запушено-залозисті, принаймні, у верхній частині. Листки 1,5–6,2 × (0,7)0,2–0,5 см, протилежні, лінійні або лінійно-ланцетні, цілісні або зазубрені. Трубка віночка 4–6 мм. Цвіте з лютого по червень. Насіння 2,5–2,7 × 1,2–1,7 мм, човноподібне.

## Поширення
Африка: Алжир; Єгипет; Лівія; Марокко; Туніс; Ефіопія; Судан; Танзанія. Азія: Саудівська Аравія; Ємен; зх. Афганістан; Кіпр; Єгипет — Синай; Іран; Ірак; Ізраїль; Йорданія; Ліван; Сирія; Туреччина; Туркменістан; Пакистан [пн.]. Європа: Албанія; Болгарія; Хорватія; Греція [вкл. Крит]; Італія [вкл. Сардинія, Сицилія]; Франція [вкл. Корсика]; Португалія [вкл. Мадейра]; Гібралтар; Іспанія [вкл. Балеарські острови, Канарські острови]. Також культивується. Росте в сухих ґрунтах; 0–1020 м.

## Галерея

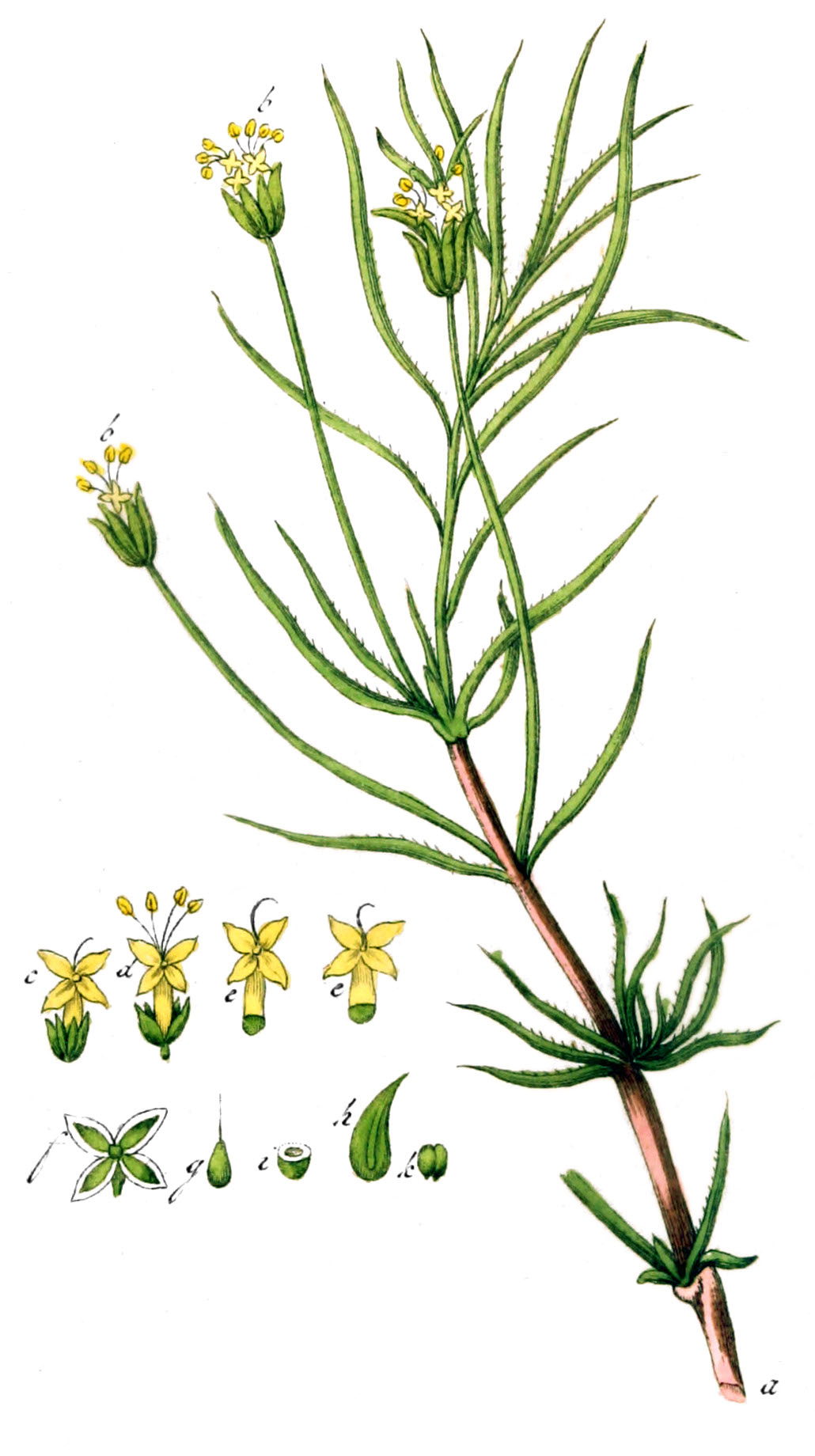